# Zamek Dürnstein
Zamek Dürnstein – ruiny zamku w dolinie Wachau, w pobliżu miejscowości Dürnstein w Dolnej Austrii.

## Historia
Zamek ten jest szczególnie znany dzięki historii króla angielskiego Ryszarda Lwie Serce, który powracając z Trzeciej Krucjaty został pojmany z rozkazu Leopolda V Babenberg i uwięziony w zamku (należącym wówczas do Hadmar II. von Kuenring) od grudnia 1192 roku aż do lutego 1194 roku, a następnie oddany w ręce cesarza Henryka VI Hohenstauf.
Pojmanie Króla Ryszarda zostało opisane przez Petrusa von Ebulo około roku 1197. Ogromna suma okupu (150 000 marek w srebrze) przekazana Leopoldowi V została między innymi wykorzystana na założenie miasta Wiener Neustadt.

## Dzisiaj
Miasteczko Dürnstein i ruiny zamku są dzisiaj największą atrakcją turystyczną doliny Wachau. Rocznie przybywa tutaj 1,7 milionów turystów.

## Literatura
- Gans, Hannes: Die Wachau mit Strudengau und Nibelungengau. Wien 2006 (= Falters Feine Reiseführer), 308-314.
- Maalouf, Amin: Der Heilige Krieg der Barbaren. Die Kreuzzüge aus Sicht der Araber. 2. Aufl. München 1997, 225-226, 235-236, 240.
- Petzoldt, Leander (Hg.): Sagen aus Niederösterreich. München 1992, 78-79, 123, 126.
- Zöllner, Walter: Die Geschichte der Kreuzzüge. 6. Aufl. Wiesbaden 1989.
- Wagner, Wilhelm J.: Der große Bildatlas zur Geschichte Österreichs. Wien 1995, 78-79.